# Лісна Поляна (Старобільський район)
Лісна́ Поля́на — село в Україні, у Марківській селищній громаді Старобільського району Луганської області. Населення становить 649 осіб.

## Географія
У селі бере початок річка Суха Плотина.

## Історія
Село постраждало внаслідок геноциду українського народу, вчиненого урядом СРСР у 1932—1933 роках, кількість встановлених жертв — 37 людей.
Уродженцем села є Дзідзінашвілі Давід Георгійович — старшина ДПСУ, учасник російсько-української війни 2014—2015.

## Також
- Перелік населених пунктів, що постраждали від Голодомору 1932-1933, Луганська область